# Logor Trnopolje
Logor Trnopolje bio je koncentracijski logor u okolici Prijedora, u Bosni i Hercegovini, pod upravom bosanskih Srba od svibnja do listopada 1992., gdje su držani bošnjački i hrvatski zarobljenici, uglavnom civili, tijekom Rata u Bosni i Hercegovini. Prema procjenama Ujedinjenih Naroda, logor je u jednom trenutku imao između 5,000 i 6,000 zarobljenika, od kojih su 300 bili djeca, 3,000 žene a ostali muškarci, mnogi od kojih su bili starije dobi. Na toj lokaciji odvijala su se mnogobrojna kršenja ljudskih prava. Broj poginulih tijekom ostanka u logoru je nepoznat: Međunarodni sud pravde navodi da je neupitno utvrđeno da je najmanje 20 ljudi ubijeno tamo, dok druge procjene sežu od 170, preko 200 pa čak i do 500 žrtava.
O logoru Trnopolje je svjetska javnost saznala 5. kolovoza 1992. godine kada je ITN objavila televizijske snimke izmučenih logoraša iza bodljikave žice. Slika mršavog Fikreta Alića objavljena je na naslovnici časopisa Time.

## Opis logora
Trnopolje je malo selo 5 kilometara južno od Kozarca koje je 1991. brojilo otprilike 5,000 stanovnika od kojih su većina bili Bošnjaci. U svibnju 1992., srpske snage su zauzele selo te doveli 20-ak autobusa punih bošnjačkih zarobljenika koje su stavili obližnju školu u Trnopolju koja je s vremenom pretvorena u logor. Sredinom lipnja i početkom srpnja, mjesni bošnjački stanovnici sela su prisilno odvedeni u logor. Postavljene su kontrolne točke oko naselja te žičane ograde. Logor je uspostavljen s tri ulaza, sedam stražarskih pozicija te je imao opseg od otprilike 300 kvadratnih metara.
Srbi su logor opisali kao „prihvatni centar za izbjeglice“ ili „otvoreni logor“, međutim počeo se voditi kao zatočenički centar od svibnja do kolovoza 1992. Logor su otkrili međunarodni novinari te ga je potom posjetio Međunarodni odbor Crvenog križa, nakon čega su stražari odstranili bodljikavu ogradu s vanjskog ruba logora a mjesni srpski Crveni križ podijelio je identifikacijske kartice. Međutim, stražari su ipak patrolirali s automatskim oružjima po logoru. Logor se sastojao od škole, jedne obližnje zgrade te stotina šatora u okolici, od kojih je svaki imao prosječno 20-ak do 40-ak logoraša. Stražari su bili u promatračkim tornjevima te imali automatske puške i pse čuvare.
Navodno su okolne kuće oko logora uključene u sustav zbog povećanja broja logoroša. U tim kućama bilo je najmanje 70 do 80 osoba. Jedna svjedokinja tvrdi da je nakon 10 dana u Trnopolju dobila dozvolu preseliti se u kuću, ali da su vrata morala ostati nezaključana te da su žene znale biti silovane. Nakon što je uklonjena bodljikava žica, stražari su ipak i dalje bili strateški smješteni oko logora te su pucali iznad glava ljudi koji su spavali na polju nakon policijskog sata u 21:00 sat.

## Uvjeti
Prema izvještajima, muškarci su odvajani od žene i djece koji su spavali školi i mjesnom domu. Muškarci su spavali na polju. Stanovništvo logora sastojalo se od tri skupine: prisilno raseljene osobe iz područja; zarobljenici koji su transportirani nakon što su zatvoreni logori Omarska i Keraterm; te Bošnjaci i Hrvati koji su dobrovoljno napustili sela u područjima koja su zauzeli Srbi jer su vjerovali da će u logoru biti sigurniji nego kod svojih kuća te da će ih registrirati Crveni križ koji će ih sigurno prebaciti u drugu zemlju. Žena, djeca, starije osobe, ozljeđeni i bolesni su u organiziranim konvojima prebačeni u područja pod kontrolom Bošnjaka i Hrvata. Muškarci su držani i do četiri mjeseca u logoru.
Stražari bi povremeno znali prozvati ljude s nekog popisa te ih odvesti u nepoznatom pravcu. Te ljude više potom nitko nije vidio. 3. Lipnja dva puna autobusa su dovezla veliku skupinu logoraša u Omarsku; stražar je izdvojio 20 ljudi s popisa te im se od tada gubi svaki trag.
Kada su međunarodni novinari posjetili logor, zatvorenici se nisu usudili slobodno govoriti o uvjetima jer su ih pratili stražari. Prema izvještaju jednog svjedoka, Crveni križ je u rujnu dostavio obroke za logoraše, ali su im stražari sve oduzeli nakon što su ovi otišli. Mnogi drugi paketi Crvenog križa namijenjeni logorašima su također završili u rukama srpskih vojnika te nakon toga na tržnici u Prijedoru.
Zapovjednik logora navodno je bio pukovnik Slobodan Kuruzović, koji je prije bio profesor. On osobno nikad nije zlostavljao ili tukao logoraše, no njegovi stražari jesu. Teror je započinjao uglavnom po noći, nakon što bi Kuruzović napustio lokaciju. U ljeto 1992., logor je patroliralo 100-injak četnika koji su bili u skupinama od dvije do tri osobe, udaljene 25-30 metara jedna od druge. Stražari bi se mijenjali s vremenom, izuzev onih koji su bili znani po okrutnosti. Navodno su se mjesni Srbi bojali četnika zbog njihove brutalnosti. 
Logoraši su pri dolasku u Trnopolje morali predati sve svoje vrijedne stvari i novac. Nekima su oduzeti i dokumenti. Neki koji su prebačeni iz Keraterma u Trnopolje nisu dobili hrane četiri dana pa su kuhali travu radi čaja i pravili kruh od brašna koje im je dao stanovnik Kozarca. Jednom kada je logor bio prenapučen, novi zarobljenici koji su stigli su upucani na licu mjestu a Bošnjaci iz Trnopolja su morali pokopati njihove leševe te im je naređeno da o tome ništa ne govore ili će i njih upucati.
Prema jednom izvještaju, uvjeti u Trnopolju su bili loši: zatvorenici su spavali na slami koja je bila zaražena ušima, tankim dekama, pili zagađenu vodu te preživljavali na minimalnim racijama kruha. Obližnje dvorište bilo je „mješavina blata i ljudskog izmeta“. Ipak, uvjeti su bili mnogo podnošljiviji od onih u Omarskoj i Keratermu.
Bošnjaci i Srbi koji su živjeli izvan logora bi povremeno donijeli zatvorenicima hrane. Srpski Crveni križ davao je obroke dva puta dnevno, a oni su se sastojali od kruha i tijesta. Nekim zatvorenicima je navodno dopušteno napustiti logor kako bi otišli tražiti hranu, deke, vodu i druge namirnice, ali samo na kratka razdoblja. 7. kolovoza 1992., radio emisija je objavila da će zatvorenicima biti dopuštena posjeta njihove obitelji u ograđenom području logora. Posjeti su dopušteni od 10 do 14 sati. Od 7. do 12. kolovoza, porodici je dopušteno pješice ući u logor pošto je prijevoz bio zabranjen. 9. kolovoza, neke žene su stigle s biciklima te su ih stražari silovali i oteli im bicikle. Neke su žene tog dana odvedene od ograde te pretučene dok su zatvorenici gledali.
Prema izvještajima, zatvorenici nisu imali krevete nego su spavali izravno na podu ili na zemlji. Jedna trudna žena također je morala spavati na podu. Ipak, Trnopolje je bio jedini logor u Bosni koji je imao ispravnu ambulantu, makar doktori nisu imali pristup lijekovima. Jedan doktor je izjavio da su zatvorenici znali bolovati od proljeva te da je morao vaditi puno zuba zbog pothranjenosti ili prebijanja. Tvrdi da je pregledao neke silovane žene, ali da mu nije dozvoljeno napisati ni u jednom dokumentu da su bile spolno zlostavljane. Navodno je tifus bio odgovoran za smrt šestero osoba. Doktori u ambulanti su izdali nekoliko zahtjeve za transportiranje jako bolesnih osoba u bolnicu u Prijedoru. Međutim, kada su se pacijenti vratili premlaćeni i tvrdili da nisu ni dobili nikakvu liječničku njegu, doktori su prestali izdavati takve zahtjeva.
Logor nije imao električne struje.
Prema svjedocima, stražari su znali vršiti ispitivanja nad nekim zatvorenicima te ih prebijati šipkama i pendrecima. Nekima vojno sposobnim muškarcima su odsjekli Ahilovu tetivu, vjerojatno da ih se spriječi da se uključe u bitke u budućnosti.
Neki zatvorenici su morali vršiti prisilni rad, kao što je žetva krumpira. U srpnju, srpski vojnici bi 20 noći za redom stizali sa svjetiljkama u logor te odvodili otprilike 10-ak žena gdje su ih silovali nasuprot dvorane gdje su spavale.

## Zatvaranje logora
U listopadu 1992. posljednji zatvorenici su pušteni na slobodu. Crveni križ je nadzirao prijenos otprilike 1,500 osoba u Karlovac u tom razdoblju, a u logoru je ostalo još 1,000. Srbi su došli na pomisao da bi Crveni križ mogao obaviti etničko čišćenje za njih pa su išli od kuće do kuće u Prijedoru te sakupili 2,500 nesrpskih stanovnika koje su doveli u Trnopolje. Kada su se pripadnici Crvenog križa vratili, umjesto 1,000 dočekalo ih je 3,500 zarobljenika. Kada su Srbi shvatili da ih Crveni križ neće sve odvesti iz Trnopolja, dva autobusa posebnih srpskih vojnika su stigli i otjerali te ljude. Neki su pritom ubijeni. Ostali su se morali vratiti pješice u Prijedor.
Prema izjavama, svi zatvorenici su morali potpisati izjavu da se odriču svoje imovine u Bosni da bi bili sigurno odvezeni u Karlovac.
21. kolovoza 1992., prilikom evakuacije zatvorenika iz logora, pripadnici "Crvenih beretki" su između 150 i 200 Bošnjaka i Hrvata autobusom doveli do provalije, strijeljali ih i izvršili masakr na Korićanskim stijenama.

## Kontroverze oko podizanja spomenika
Republika Srpska je 1999. na području nekadašnjeg logora Trnopolje podigla spomenik poginulim srpskim borcima. Mnogi bošnjački krugovi osudili su takvu gestu kao "oskrvnjivanje i izvrtanje činjenica na mjestu stradanja nevinih žrtava logora".

## Neuspjela negacija časopisa Living Marxism
2001., britanski časopis Living Marxism (LM) objavio je da je slavna slika Fikreta Alića ispred bodljikave žice namjerno krivo namještena kako se ne bi pokazalo stvarno stanje logora te su tvrdili da je i sam logor bio lažan; to se temelji na video snimci u kojoj se vidi da je bodljikava žica zapravo bila unutar logora te je završavala samo par metara lijevo od mjesta gdje je Alić snimljen. ITN je odmah tužio LM za blaćenje. Nakon pobjede ITN-a na sudu kada su dokazi doktora logora naveli LM da odustane od svoje obrane, taj je časopis proglasio bankrot kako bi izbjegao plaćanje odštete. 
Ed Vulliamy, jedan od prvih novinara koji su objavili vijest o Trnopolju, navodi da je to bila stara bodljikava žica no da je svjedeno bila postavljena nova oko logora. Izjavio je: "Ako je potrebno, istina se katkad mora uspostaviti i zakonom...Bilo je obeshrabrujuće morati izvještavati da je u prvoj godini u kojoj je proglašena nova, ujedinjena, demokratska Europa, su još postojala takva mjesta kao što su Trnopolje i Omarska. Još je bilo gore vratiti se u London i pronaći obskurnu skupinu pseudo-intelektualaca koji se toliko trude pokušati uvjeriti javnost da su ti logori bili laž i da sam sve to izmišljao."

## Suđenja i presude
Međunarodni sud za ratne zločine počinjene na području bivše Jugoslavije osudio je na dugogodišnje zatvorske kazne sljedeće osobe za zločine u logoru Trnopolje:
- Milomir Stakić - 40 godina[9]
- Radoslav Brđanin - 32 godine[15]
- Zoran Žigić - 25 godina[16]
- Duško Tadić - 20 godina[17]

Radovan Karadžić i Slobodan Milošević  su također bili na optuženičkoj klupi zbog optužbi da su „srpske vojne snage, sastavljene od JNA, VJ, VRS, TO i paravojnih postrojbi sudjelovale sa mjesnom policijom i mjesnim srpskim vlastima u hapšenju i zatočeništvu tisuća Bošnjaka, Hrvata i ostalih nesrpskih civila u popisu određenih područja“.
U presudi Milomiru Stakiću, ICTY je naveo sljedeće:
"Što se tiče obilježja logora Trnopolje, sudsko vijeće je neupitno utvrdilo da je cijeli logor bio ograđen namjerno, iako su dijelovi bili zatvoreni već postojećim zidom. Međutim, “čak i da je bila samo iscrtana linija na tlu, nitko se ne bi ni usudio prijeći ju”, zbog činjenice da je logor čuvala vojska sa svih strana. Skladišta mitraljeza i dobro naoružani položaji uperili su svoje oružje prema logoru...Kada je Charles McLeod posjetio logor pred kraj kolovoza 1992., primijetio je čahure metaka na tlu što mu je dalo do znanja da je pucano na to područje. Promjene, koje su utjecale na vanjski izgled postrojenja, su se odvijale kada god bi se očekivala posjeta strane delegacije."

## Poveznice
- Pokolj u Prijedoru
- Logor Manjača
- Logor Keraterm
- Logor Omarska

## Vanjske poveznice
- Video snimke logora u Bosni 1992.  Arhivirana inačica izvorne stranice od 2. listopada 2010. (Wayback Machine)
- Intervju s Fikretom Alićem, 2008.